# Gontran chauve par amour
Gontran chauve par amour è un cortometraggio del 1912 diretto da Lucien Nonguet.

## Trama
La figlia del chimico, Susie, è corteggiata da Gontran. Il chimico scopre una crema che, fa crescere i capelli a chi è calvo. Per sperimentare questa crema, il chimico mette un annuncio pubblicitario, dicendo di offrire come ricompensa, a chi userà la crema, la mano di sua figlia Susie. Gotran, anche se non è calvo ci prova, si mette una parrucca calva e si presenta per l'annuncio. Oltre a Gotran, un gran numero di uomini, risponde all'annuncio, ma nessuno è adatto per il test. Tra i partecipanti c'è però il signor Cooke, che è completamente calvo e fra lui e Gotran ne scatta una lite. Il chimico decide e così consegna a tutti e due la crema, dicendo che il primo a venire da lui entro una settimana e che avrà più capelli, potrà avere sua figlia. Il signor Cooke, usa tutta la lozione senza risultato, disperato si mette una parrucca, ingannando così il chimico. La settimana è passata ed i due si presentano. Il chimico e Susie sono sorpresi di vedere che entrambi possiedono una massa ricca e folta di capelli. Il chimico sta per ricompensare il signor Cooke, smascherato però da Susie, che lo afferra per i capelli, staccandogli così la parrucca dalla testa. Susie afferra poi anche i capelli di Gontran, che essendo i suoi chiaramente non si staccano ed il chimico così dà volentieri a Gontran Susie.